# Equus africanus atlanticus
Equus africanus atlanticus — подвид вымерших диких ослов, которые обитали когда-то в Северной Африке в горах Атлас и в некоторых районах Сахары. Осёл вымер в результате римской спортивной охоты. Кости атласского осла были обнаружены в ряде каменных убежищ по всему Марокко и Алжиру разными палеонтологами включая Альфреда Ромера. Существование римской мозаики, не оставляют сомнений о бывшем существовании африканских диких ослов в Северной Африке.
Судя по древним изображениям, имел полосы на ногах, а также крест на плече. Из существующих подвидов африканского дикого осла, сомалийский дикий осел имеет только полосы на нижних конечностей, и нубийский дикий осёл только на плече.